# アクラム・ペールワン
アクラム・ペールワン（Akram Pahalwan、1930年 - 1987年4月12日）は、パキスタンのプロレスラーである。 

## 概要
インド・パンジャブ州のアムリトサルに、六人兄弟の五男として生まれる。アクラムの一族は現地のマハラジャに代々仕えるクシュティーの家で、父のイマン・バッシ、おじのグレート・ガマもペールワン（パヘルワーン、クシュティーの熟練者）だった。
1947年に英国からインドとパキスタンが分離独立してパンジャブ州が両国に分割されると、イスラム教徒だった一族はパキスタン側のラホールへ移住する。1950年代の初めから、兄弟たち（長男のボル、三男のアザム、四男のアスラム、六男のゴガ）と共にパキスタンでプロレスを始め、パキスタンのプロレス界を牽引する存在となる。この五人は「ボル・ブラザーズ（Bholu Brothers）」と呼ばれていた。

## アントニオ猪木戦
モハメド・アリとの試合で世界的に有名になったアントニオ猪木の対戦相手に名乗りを挙げ、1976年12月12日にカラチのナショナルスタジアムで対決が実現した。この試合はシナリオに沿ったブックのある興行ではなく、いわゆるセメントマッチだったとされ、試合の数時間前に初めてペールワン陣営から「ノーブック勧告」を突き付けられたという。それについては当時猪木に同行した藤原喜明やミスター高橋など複数の関係者が明言している。この一方的な「潰し予告」ともいえる要求は、単なる海外でのプロレス興行と思い込んでいた猪木陣営にとっては、まったく不測の事態だった。
ルールは1ラウンド3分の5ラウンド制で、先に2本先取したほうが勝利者となるというもの。他は通常通りのルール。
試合は開始直後から異様な展開になり、両者ともスープレックスなどの投げ技やハンマースルー（ロープワーク）も一切使わず、打撃技は猪木がキックを一発放っただけで、お互い組み合ってからのグラウンドレスリングを展開している。
2ラウンド目にアクラムは組み合う最中に上から伸し掛る猪木の腕を、歯型の傷が付くほど強烈に噛み付いた。それに応報するように猪木はアクラムの目に親指を突き入れ、戦意を喪失。加えてスタミナを著しく消耗していたアクラムは、次のラウンドで猪木にチキンウィング・アームロックを完全な形で極められるがギブアップせず、腕を脱臼させられ、3ラウンド1分5秒、ドクターストップで敗退。アクラムはこの試合で片目を失明したともいわれており、同年限りで現役を引退している。
対戦した猪木はアクラムを「とにかく体が柔らかく、組んでからものをいう体幹のパワーがあった」、「関節が非常に柔らかく締めても手ごたえがない」、「日本的にいえば力士をウェイトダウンさせたような感じ」と評している。